# Лелешкі
Лелешкі (пол. Leleszki, нім. Lehlesken) — село в Польщі, у гміні Пасим Щиценського повіту Вармінсько-Мазурського воєводства.
Населення — 262 особи (2011).
У 1975-1998 роках село належало до Ольштинського воєводства.

## Демографія
Демографічна структура станом на 31 березня 2011 року:
|          | Загалом | Допрацездатний вік | Працездатний вік | Постпрацездатний вік |
| -------- | ------- | ------------------ | ---------------- | -------------------- |
| Чоловіки | 138     | 34                 | 95               | 9                    |
| Жінки    | 124     | 24                 | 80               | 20                   |
| Разом    | 262     | 58                 | 175              | 29                   |